# Генерал авиации
Генерал авиации
Генерал авиации (нем. General der Flieger) — воинское звание генеральского состава в Вооружённых силах Германии (Люфтваффе) времён Второй мировой войны. В Вермахте звание генерала авиации находилось по старшинству между генерал-лейтенантом и генерал-полковником.
Это звание относилось к группе воинских званий «генерал рода войск», и соответствовало следующим воинским званиям:
- «генерал пехоты»,
- «генерал кавалерии»,
- «генерал артиллерии»,
- «генерал парашютных войск»,
- «генерал горно-пехотных войск»,
- «генерал танковых войск»,
- «генерал зенитных войск»,
- «генерал войск связи» др.

Введено в 1935 году. В Войсках СС соответствовало званию обергруппенфюрер СС и генерал войск СС.

## Ссылка
- Воинские звания германской армии, 1933—1945